# Joevan Sjestalov
Joevan Nikolajevitsj Sjestalov (Russisch: Юван Николаевич Шесталов) (Kamratka, Chanto-Mansië, 22 juni 1937 - Chanto-Mansië, 5 november 2011) was de belangrijkste  Mansische schrijver, vader van de Mansische literatuur. Hij schreef in het Mansisch en in het Russisch.

## Leven en werk
Zijn vader was een kolchozeleider, zijn grootvader een sjamaan.
Na zijn jeugd in Kamratka (Chanto-Mansië) ging hij naar de Pedagogische Hogeschool Herzen in Leningrad, waar hij in 1957 zijn diploma behaalde. Aanvankelijk schreef hij in het Mansisch, later in het Russisch, waarmee hij een veel groter publiek kon bereiken. Hij heeft vijftig boeken geschreven, waarvan zeven in het Mansisch.
De nog bestaande folklore interesseerde hem; hij vroeg er ook naar bij de Mansen. Hij bestudeerde ook de teksten van Finoegristen als Reguly, Munkácsi en Kannisto over het Mansisch.
Had hij in het begin vooral lof voor de vooruitgang van het communisme, later hield hij zich bezig met de door de olie-industrie in zijn land veroorzaakte ecologische problemen. Ook de sjamanistische traditie van zijn voorvaderen had zijn interesse. Dit komt goed tot uitdrukking in zijn boek Сознание Торума, сознание природы -путъ спасения (Torum bewustzijn, het natuurbewustzijn - de weg van de redding). Hij poogt hierin de nuchterheid van de wetenschap te combineren met de houding van zijn sjamanistische voorvaderen tot de natuur.

## Selectie van werken[2]
In het Mansisch:
- Макемат, Ханты-Мансийск, 1958

In het Russisch:
- Пойте, мои звёзды. Стихи, Ленинград, 1959.
- Ӎаньси павыл няврамытн, Ленинград, 1960.
- Огонь на льду, Москва, 1961.
- Синий ветер каслания, Москва, 1964.
- Песня последнего лебедя. Поэмы, Москва, 1969.
- Югорская колыбель, 2 изд., Москва, 1972. Vertaald in het Fins door Ulla-Liisa Heino: Ugrien kehto, Helsinki 1996.
- Сказки таёжного игрища, Москва, 1972.
- Тайна Сорни-най, Москва, 1976.
- Сознание Торума, сознание природы - путъ спасөния, Будапешт, 1997. Vertaald in het Hongaars door Anna Bede: Torum tudata, a természet tudata - a megmentés útja, Budapest 1997.

- Gemeinsame Normdatei: 121865231
- International Standard Name Identifier: 0000 0000 1612 7381
- Library of Congress Control Number: n83229219
- Nationale Bibliotheek van Tsjechië: xx0065995
- Nederlandse Thesaurus van Auteursnamen: 074865684
- Système universitaire de documentation: 199534519
- Virtual International Authority File: 30404212
- WorldCat: E39PBJfrGFyFTY4YwcdbfCGmBP